# Markus Sammer
Markus Sammer (Kufstein, 20 de mayo de 1988) es un deportista austríaco que compite en bobsleigh en las modalidades doble y cuádruple.
Ganó una medalla de plata en el Campeonato Mundial de Bobsleigh de 2021 y cuatro medallas en el Campeonato Europeo de Bobsleigh entre los años 2016 y 2021.
Participó en dos Juegos Olímpicos de Invierno, en los años 2014 y 2018, ocupando el séptimo lugar en Pyeongchang 2018, en la prueba cuádruple.

## Palmarés internacional
| Campeonato Mundial | Campeonato Mundial    | Campeonato Mundial | Campeonato Mundial |
| Año                | Lugar                 | Medalla            | Prueba             |
| ------------------ | --------------------- | ------------------ | ------------------ |
| 2021               | Altenberg (Alemania)  | Medalla de plata   | Cuádruple          |
| Campeonato Europeo |                       |                    |                    |
| Año                | Lugar                 | Medalla            | Prueba             |
| 2016               | Sankt Moritz (Suiza)  | Medalla de plata   | Cuádruple          |
| 2017               | Winterberg (Alemania) | Medalla de bronce  | Cuádruple          |
| 2021               | Winterberg (Alemania) | Medalla de plata   | Cuádruple          |
| 2021               | Winterberg (Alemania) | Medalla de bronce  | Doble              |